# Кузьмино (Лухский район)
Кузьмино — деревня в Лухском районе Ивановской области. Входит в состав Тимирязевского сельского поселения.

## География
Находится в восточной части Ивановской области на расстоянии приблизительно 3 км на запад по прямой от районного центра поселка Лух.

## История
Деревня появилась на карте 1840 года (как "Кузмина"). В 1872 году здесь (тогда Юрьевецкий уезд Костромской губернии) было учтено 33 двора, в 1907 году отмечено было 44 двора.

## Население
Постоянное население составляло 182 человека (1872 год), 201 (1897), 201(1907), 39 в 2002 году (русские 100 %), 43 в 2010.